# Manglobe
K.K. Manglobe (jap. 株式会社マングローブ, Kabushiki-gaisha Mangurōbu, engl. Manglobe Inc.) war ein Anime-Produktionsstudio, das 2002 von den ehemaligen Sunrise-Mitarbeitern Shin’ichirō Kobayashi und Takashi Kochiyama gegründet wurde. Am 29. September 2015 meldete Manglobe Insolvenz an.

## Produktionen

### Fernsehserien
- 2004: Samurai Champloo
- 2006: Ergo Proxy
- 2008: Michiko & Hatchin
- 2009: Seiken no Blacksmith
- 2010: Kami nomi zo Shiru Sekai
- 2010: Saraiya Goyō
- 2011: Deadman Wonderland
- 2011: Kami nomi zo Shiru Sekai II
- 2012: Hayate no Gotoku!: Can’t Take My Eyes Off You
- 2013: Hayate no Gotoku! Cuties
- 2013: Kami nomi zo Shiru Sekai: Megami-hen
- 2013: Karneval
- 2013: Samurai Flamenco
- 2013: The Unlimited: Hyōbu Kyōsuke
- 2015: Gangsta.

### Weitere Anime-Produktionen
- 2003: Trip Trek (Web-Anime)
- 2010: Dante’s Inferno (OVA)
- 2011: Deadman Wonderland (OVA)
- 2011: Gekijōban Hayate no Gotoku! Heaven is a Place on Earth (Film)
- 2011: Kami nomi zo Shiru Sekai: 4-nin to Idol (OVA)
- 2017: Gyakusatsu Kikan (Film)

### Sonstige
- 2005: Sengoku Basara (Filme des Computerspiels)